# Tipula fendleri
Tipula fendleri är en tvåvingeart som beskrevs av Mannheims 1963. Tipula fendleri ingår i släktet Tipula och familjen storharkrankar. Enligt den finländska rödlistan är arten nära hotad i Finland. Artens livsmiljö är källmiljöer. Inga underarter finns listade i Catalogue of Life.